# 馬紹爾人
馬紹爾人（英語：Marshalls），為馬紹爾共和國的主體民族，主要分布在馬紹爾群島上，使用的語言主要是英語和馬紹爾語，近代被德國、日本、美國殖民，島上殘留了選多殖民時期遺留的習俗，但馬紹爾人還是保留了許多自己的習俗，兩者混合成現在的馬紹爾人。

## 民族分佈、人口與語言

### 人口
馬紹爾人（Marshallese），太平洋中西部的民族。約有2萬多人(1980)，最近一次的測量結果為67182人(2011)。為密克羅尼西亞人的一支。屬印度尼西亞人、美拉尼西亞人和波利尼西亞人的混合類型。膚色較其西面的加羅林人為淺，體質和文化多與波利尼西亞人相近。

### 民族分布
主要分布於馬紹爾群島上

### 語言
馬紹爾語是海洋南島語系的密克羅尼西亞家族的一員。目前馬紹爾有三種方言，但在十九世紀有更大的多樣性這點是無庸置疑的。在1860年代到1670年代時聖經的翻譯促成一種傳教士風格的變體方言(Ralik)成為該地的標準方言長達一世紀 。 RATAK方言，在馬紹爾群島的迎風環礁口語，在語法上與Ralik方言相似，但在字彙上有明顯的不同，埃內韋塔克(Ralik礁鏈)和烏傑朗模式(RATAK礁鏈)曾經因為發音模式在語法和字彙的基礎上不同而被當地人認為是完全不同的語言。共同字典和語法規範的建設已成為自馬紹爾獨立統一後的焦點

## 地理環境
馬紹爾群島29個環礁每個由許多小島和4度和14度以北，160度和173度之間的東海島5中太平洋。環礁和島嶼坐落在被稱為RATAK（日出）組和Ralik（日落）組兩條幾乎平行的鏈條狀結構。在整個共和國的島嶼和小島的總數是跨越超過75萬平方英里的海域，總用地面積約70平方英里。土地的平均高度是海拔約7英尺以上。

### 氣候
在馬紹爾群島的天氣是熱帶 - 濕熱，由信風盛行其全年的關係。平均氣溫徘徊在華氏80度，很少波動。這是氣候最突出的特點之一，事實上，最冷，最熱的月份平均在不到1華氏度之間的範圍內。同樣有趣的是，夜，雖然他們感到涼爽，實際上比一般的日最低回暖2-4度，這是因為氣溫最低時重陣雨白天通常發生。就像在太平洋其他地方，天空十分渾濁。積狀雲是佔主導地位。

## 歷史沿革
歐洲人第一次發現馬紹爾群島是在1529年時，當阿爾瓦羅·薩維德在群島北方的兩個環礁短暫停留，最有可能是目前的烏杰朗和西北邊的埃尼威托克或比基尼，雖然麥哲倫已在上個世紀航行過這個緯度上沒有標記的土地。代表西班牙的艦隊，在聖盧卡斯航海時確認了其部分Ralik和RATAK環礁於1565年，雖然歐洲在之後的兩個世紀幾乎沒有文字紀錄，直到在18世紀末和十九世紀初世紀才有探險者為了尋找食物和水源再次踏上這座群島。

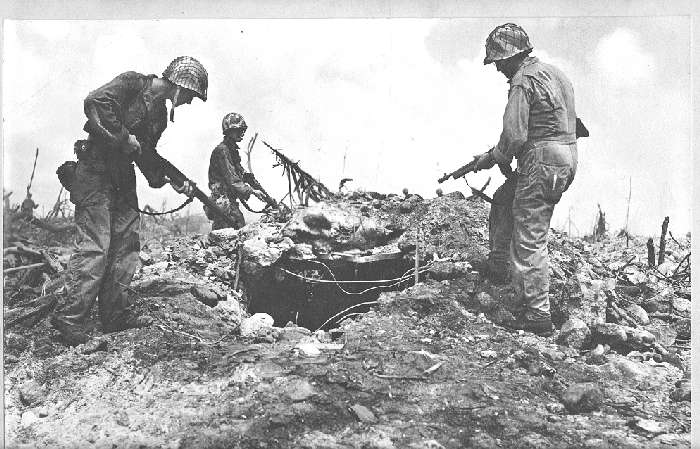
1944年，美軍在誇賈林環礁檢查一個敵人碉堡

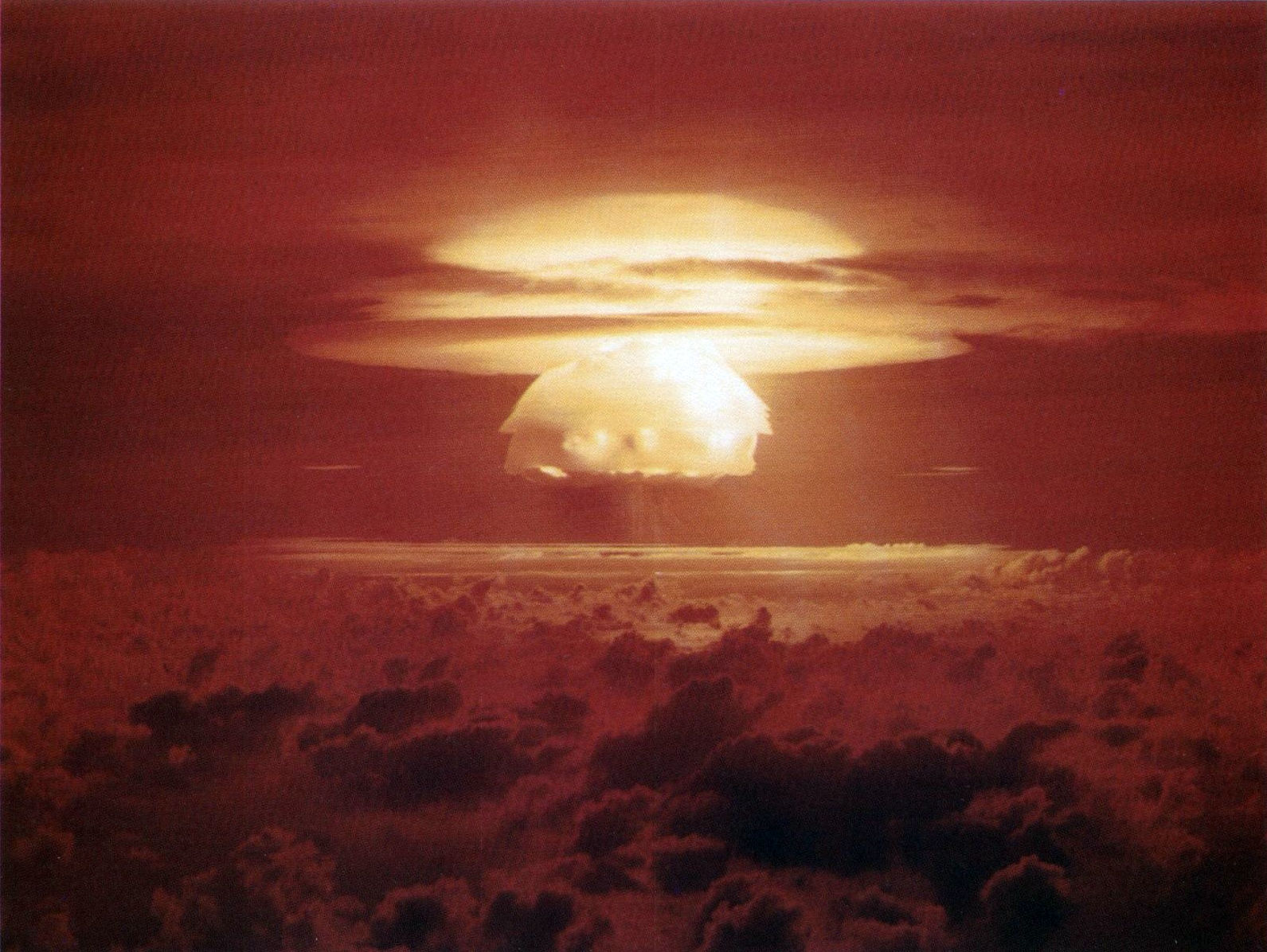
美國在馬紹爾群島上進行核子試爆

馬紹爾群島，像鄰近的吉伯特群島，是在1788年時英國探險家從新南威爾士州前往廣州時被命名的。十九世紀俄國探險家奧托·馮·科策是第一個對RATAK人民產生興趣的人，在他的到訪之後捕鯨者開始經常性的造訪這片地區。美國公理會差會（ABCFM）曾在1819年派傳教士到夏威夷，擴大了他們拯救島民靈魂的企圖到密克羅尼西亞於1852年，1857年時在Ralik島鏈上的Ebon設立基地。一連串任務性的基督教基地在1920年代最遠設立在埃尼威托克環礁。當鯨油市場在十九世紀後半葉被替換椰子油，馬歇爾島被認為是由歐洲和美國主導的市場。這些椰肉的需求重塑了酋長對土地使用權和家庭的新形態。
在1885年德國聲稱西太平洋中部包括馬紹爾群島是自己的。但在德國忙於作戰的同時，日本迅速奠定在密克羅尼西亞的勢力。諷刺的是，德國三十年的統治會在另一次世界大戰被終止，在此同時，日本成為了馬紹爾群島的唯一的殖民者。日本擴大生產椰子，在大多數環礁打造日本經營椰子站，並說服馬歇爾島民，通過勤奮和服從訓練，他們可能成為日本公民。在30年代末期日本的意圖轉移並使島民們成為日本戰爭的輔助者。早在1944年馬紹爾人涉及美國和日本軍隊之間的戰鬥浩劫。人喪生和小島的物理形式轉化。他們被轟炸和砲擊吹走。兩個月內美國的軍事力量控制了關鍵的小島，並開始對馬紹爾群島上的資源動起了腦筋。
雖然美國放緩了由日本開始的發展方案，但島嶼戰略的重要性，導致了馬紹爾人生活方式激進的變化。路埃尼威托克和比基尼環礁的核破壞，Ronglab和Uterik的導彈追踪實驗和設施上的誇賈林環礁和埃尼威托克伴隨輻射有關的苦難，以上三個的金錢補償，造成了島民金錢累積最根本上的差異。這些變化，伴隨的馬紹爾群島共和國的創建和擴大，見證至今顯著的人口結構變化。

## 社會、家庭與婚姻

### 社會組織
馬紹爾人社會秩序的特點是成員組成的靈活安排和主張土地行使的權力。在Ralik（西島鏈）和Ratak（東島鏈），數個環礁可以由一個酋長管轄。環礁進一步分為小島或地區，和氏族建立住所或土地使用權索的隸屬有關。帆船,漁獵和宗教團體的身份，必須積極參與與合作得到加強。通過時間和精力，這些承諾制定的團結提供了凝聚力和概念性價值。保持多代環礁內的婚姻和環礁交流促進的身份和從而提高團結共同利益的重疊。一個氏族通常代表一個環礁，除了一些部族在整個馬紹爾群島發現，其他氏族的成員生活範圍僅限於一個或兩個環礁。除了主要的譜系，一個氏族及其組成宗族的力量取決於生活的人數，和他們獲得的土地。

### 家庭
國內的基本單位是家庭，在同一屋簷（barowoj）下生活的，最常見的是三或四代同堂的大家庭。

### 婚姻
一妻多夫和一夫多妻制特別有傳奇色彩和人種史學的先例，但這種做法並沒有任務性質。氏族外婚制是首選，但允許同一氏族成員之間的婚姻，如果配偶間的親屬關係並不密切。環礁內婚制會導致特定群體的物質和社會隔離，距離相近的島嶼常透過經常性的婚姻交換來維持彼此的關係，和環礁。在迅速變遷的土地關係中，婚後居住的靈活性提供了一種平衡部族從屬關係的方式。住宅的決定也反映了夫妻雙方在面對更大的國內單位時的相應位置。離婚是允許的，但不常見。許多早期實驗的婚姻不長久，離婚後的兒童通常由母親的家庭撫養。

## 產業與生活
在市中心，勞僱關係提供的收入是主要的經濟活動，但其他地方的人民還是仰賴二戰時的補助在生活。
雖然較大的村里組織時常為了慶典而共同準備，但在較外圍的環礁中，家庭仍是最基本的生產單位。
在以前，採集和漁獵是主要的食物來源。在北環礁，魚類和鳥類以及澱粉類是主食，椰子和一些麵包樹的果實，而南部的環礁提供更多數量的麵包是果實，並在理想的情況下有芋頭。
現代化的過程中，大米、麵粉、糖已經取代上述的傳統作物加入到日常的飲食。原本在節日中才吃的到的豬肉和雞肉，已經變成島民日常生活中的一部分，提供了蛋白質的補充來源。

## 信仰與習俗
目前島民所信仰的主要宗教是基督教，不過並不是純正的，比較像是其中的一支，在信仰的解釋上不同於美國和歐洲。
傳統的宗教是多神教，在萬神殿裡居住著許多神祇，用地區與地域還有男女來區分，許多主要的神代表著不同的星座，在日常生活中不斷地更新與再生，珊瑚、椰子、和日常所見都有一個相對應的神祇。現在和過去一樣，祖靈依舊為人們日常的生活和禁忌進行調解。
“Kurijmoj”是一個慶祝的地方，在聖誕節的前幾個禮拜會舉行盛宴、歌舞比賽，是國內最大的祭祀活動。
每個大家庭有孩子出生也會舉行盛大的宴會來慶祝。

## 藝術與文學
傳統上，馬紹爾塑人利用紋身來表達自身的美感，主要由自身的使命感去約束，藝術表現形式，現在大多是音樂，舞蹈正在復甦，而馬紹爾手工藝品、墊子、以及精雕細琢的獨木舟航享譽整個太平洋。

## 現況
由於全球暖化，海平面的上升使馬紹爾群島面臨國土消失的問題，不過馬紹爾群島握有一張王牌：根據1986年所簽協定，由於長久以來跟美國有軍事關係，馬紹爾7萬左右的居民可自由移民至美國。
目前和台灣屬於邦交的關係，兩國有「臺馬技術暨職業訓練合作計畫」正在合作，目前進行到第四梯次。
國內生產毛額1億7,800萬美元（2014）。
經濟成長率約3.2%（2014）。
平均國民所得3,200美元（2014）。